# 이기적 행복론

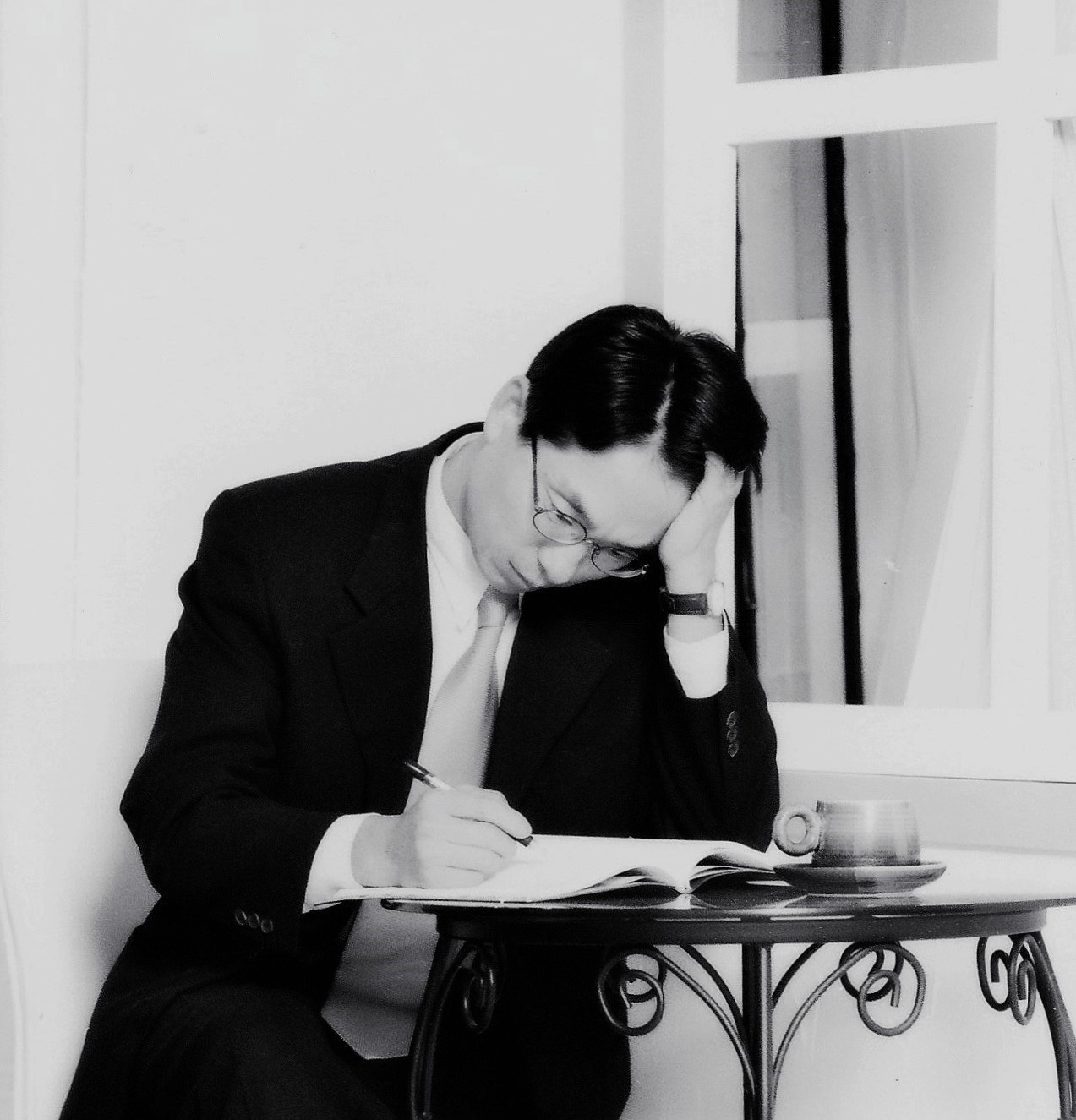
30대 시절의 하승무 시인

이기적 행복론(egoistic happiness theory or animal happiness theory)은 프랑스의 무신론 실존주의 철학자인 에밀 샤르티에의 현실에 대한 개인 각자의 이성적 판단만을 사고의 척도로 여기는 철학적 경향을 분석하여 비판한 하승무 교수의 철학적 문학 수사 용어이다.

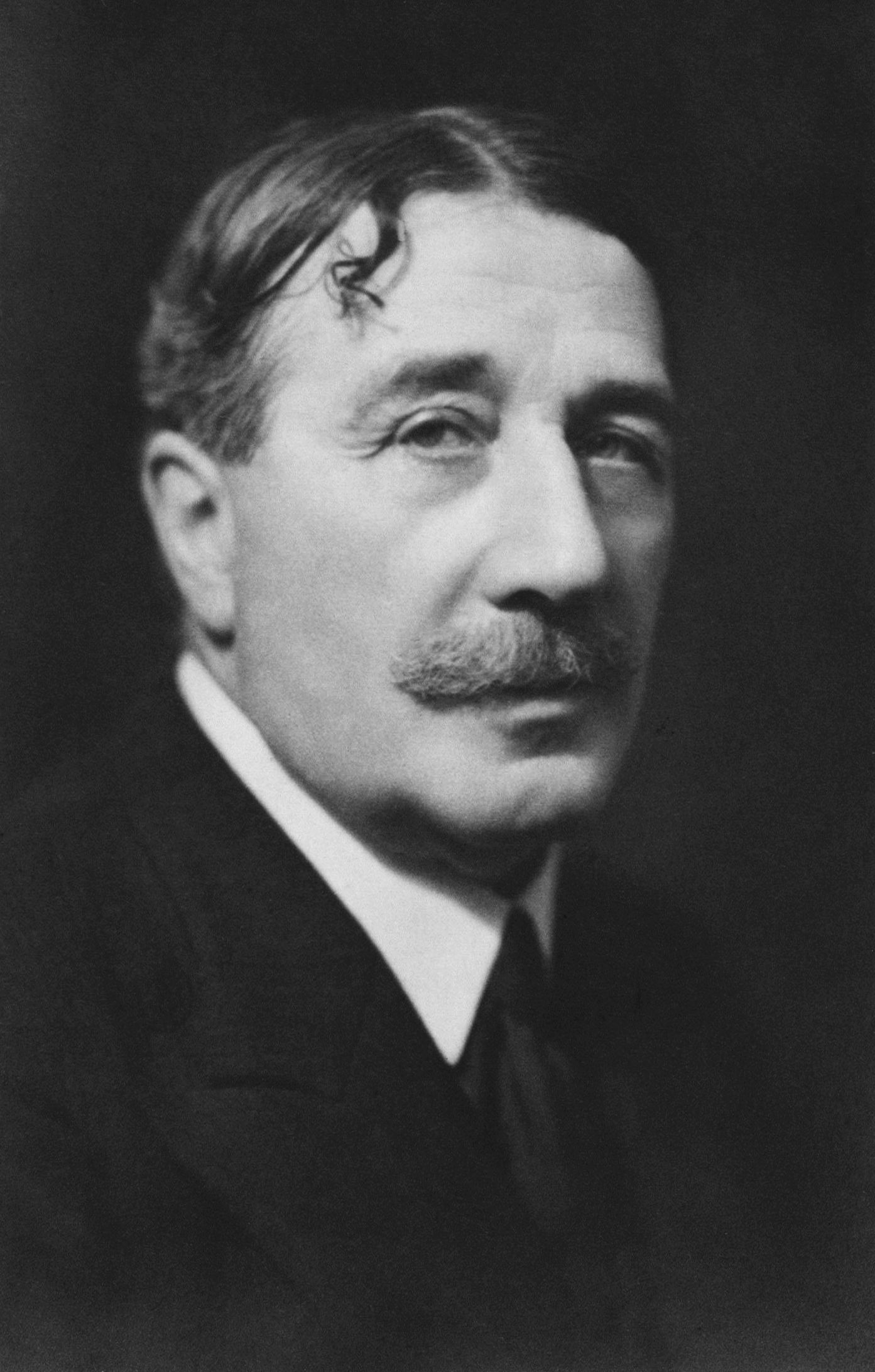
알랭의 모습

## 설명
하승무 교수는 "인간 자체가 탄생한 것은 자기 스스로 탄생한 것이 아니라, 부모의 관계성을 통해서 생이 주어진 것이다. 이는 '나'란 개체 이전에 이미 관계성이 성립된 결과물이다. 또한 '나'라는 존재의 '실존'은 그 자체가 타인과의 관계 속에 실존적 존재성이 부여된 것을 전제하고 있다. 그러기에 인간은 모든 판단의 척도를 자기 자신에게만 기준을 삼는 것은 궁극적으로는 '자기 파괴' 행위임을 드러내는 것이기 때문에 알랭(Alain)류의 무신론적 실존주의는 반사회적 철학적 경향일 수밖에 없다"고 평가했다. 또한 하 교수는 "알랭과 같은 인간의 이성적 사고의 실존적 행동 양태로 드러나는 것은 극단적으로는 비윤리적 일탈과 사회적 병리 현상을, 소극적으로는 타인 또는 사회와의 관계성을 배제한 '자폐적 만족' 또는 '자족적 만족으로 나타나며, 이 같은 현상은 어떠한 철학적 논리를 포장할지라도 이는 야만적인 또는 비인간적인 '동물적 행복론'일수 밖에 없다"고 평가했다.